# Montrond-le-Château
 Montrond-le-Château  es una población y comuna francesa, en la región de Franco Condado, departamento de Doubs, en el distrito de Besançon y cantón de Quingey.

## Demografía
| 296 | 310 | 279 | 320 | 393 | 471 |
| Para los censos de 1962 a 1999 la población legal corresponde a la población sin duplicidades (Fuente: INSEE [Consultar]) |     |     |     |     |     |